# Metropolia Karaczi
Metropolia Karaczi – metropolia Kościoła rzymskokatolickiego w Pakistanie. W skład metropolii wchodzi 1 archidiecezja i 1 diecezja.
W skład metropolii wchodzą:
- Archidiecezja Karaczi
  - Diecezja hajdarabadzka